# Уметничко дело
Уметничко дело можемо дефинисати као физички и, условно, светлосни или звучни „објекат”, који је резултат стваралачког генија, надахнућа, талента, инспирације и уложеног рада, труда и напора једног уметника, односно уметниковог израза мисли и осјећаја преточеног у дело са одређеном, примарно естетском, али и смисаоном, друштвеном и историјском вредношћу. 

## Врсте
Уметничко дело може бити израђено у различитим материјалима, избор је практично неограничен. У врсте уметничких дела можемо убројати креације у ликовној уметности, као код цртежа, графика, слика, фотографија, скулптура, грађевина; остварења у музици, као што су опере и симфоније; поезија и проза у књижевности; филм, перформанс, концептуалну уметност и друго.

## Критерији
Критерији поимања и прихватања неког дела као уметничког разликовали су се од културе до културе и од раздобља до раздобља, као уосталом, и за сам појам „уметност”. На примјер, на Западу се до седамдесетих година 20. века није сматрало да креације примењене уметности или декоративне уметности могу бити уметничка дела, јер те креације имају своју практичну сврху и употребу, супротно од, на пример, уметничких слика. С друге стране, у кинеској уметности та се дистинкција ретко наглашава. 
Ренесансни уметници и научници махом су веровали да је студија лика мушкарца заправо студија Бога, те су сходно томе приписивали највеће уметничке вредности управо скулптурама које приказују лик мушкарца.
Уметничка дела се чувају и излажу у музејима, галеријама, код колекционара... и многа од њих имају велику вредност. Нека уметничка дела се сматрају непроцењивима. 

## Нове могућности
Научни, друштвени и културни напредак отвара могућности за стварање нових облика уметничких дела и уметничког изражавања. Неки чак одређена дела реализована помоћу рачунарске технологије као алгоритама, дигиталне графике или програма сматрају уметношћу. Други пак тврде да је Природа створила најљепша и највреднија уметничка дела. 

## Галерија
- Микеланђело Буонаротив Давид
- Мона Лиза
- Фриденсрајх Хундертвасер, Кућа у Плохингену